# تصميم غرفة الصف

## تصميم غرفة الصف

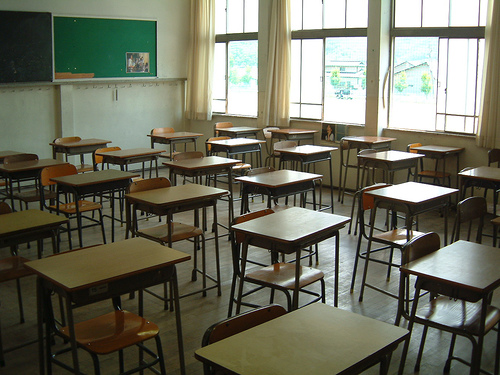

تصميم غرفة الصف يعني الطريقة المثلى لترتيب وبناء المكان الذي يتلقى فيه الناس العلم.
لقد استخدم الناس على مرّ التاريخ مبادئ تصميم غرفة الصف بشكل بسيط نسبياً.
ففي بريطانيا في القرن التاسع عشر الميلادي كان من الاعتبارات الشائعة التي تتم مراعاتها في البناء إنشاء مبان بنوافذ تطل على الشمال قدر المستطاع.
و في الوقت نفسه كانوا يتجنبون الجهة الغربية أو الجنوبية للنوافذ لتجنب سطوع الشمس، ولأن ضوءها في الجهة الشمالية في بريطانيا أقل حدة.
تنظم طاولات الصف غالباً بشكل خطوط عمودية، ويقابلها مكتب الأستاذ أو المنبر في نفس المكان الذي يشرح فيه الدرس.
إن استخدام الألوان في غرفة الصف ينبغي أن يكون بنسبة ضئيلة حتى لا يشتت تركيز الطلاب.وفي الخمسينيات والستينيات من القرن العشرين تم استخدام أصناف رخيصة في الإضاءة كـ الفلوريسنت مما قد يسبب إجهاد العين.
وقد توصلت الأبحاث للنتيجة التي تقول أن الاستخدام الأمثل لضوء النهار، والأجهزة السمعية، واختيار الألوان وحتى ترتيب الأثاث في الفصول الدراسية يمكن أن تؤثر على نجاح التلاميذ الأكاديمي

## مسارات الحركة
يعتمد عرض الممرات على عدد المستخدمين ومعايير السلامة والأمن لإجلاء المبنى أثناء الطوارئ أو الحريق.
ووفقًا لعدد المستخدمين ، يمكن أن يكون عرض الممر على النحو التالي
100-200 مستخدم ، العرض 1.4 متر
200-300 مستخدم ، العرض 1.8 متر
```
 400-300 مستخدم ، العرض 2.4 متر
```

## الإضاءة
استخدام ضوء النهار في المباني المدرسية ليس مفهوما جديدا. ففي بريطانيا العظمى، كان المبدأ العام في القرن التاسع عشر هو تجنب وهج الشمس من خلال توفير أكبر عدد من النوافذ التي تواجه الشمال قدر الإمكان
منذ عام 1945 تم وضع لوائح تحذر من اختراق ضوء النهار للصفوف الدراسية بما يزيد عن 2% في بريطانيا.
وفي الولايات المتحدة الأمريكية أصدرت لوائح تتعلق بكمية الإضاءة في أواخر الخمسينيات من ذاك القرن.
و حتى الستينيات من القرن العشرين لم يكن هناك وجود لمكيفات الهواء، ولذلك فقد كانت النوافذ لا توفر الضوء فحسب، بل الهواء أيضاً
مع توفر المكيفات، امتلأت المباني بعدد أكبر من الفصول الدراسية متضمنة فصولاً لا تحوي نوافذ.
و بشكل تدريجي استبدلت تلك الصفوف ذات السقف العالي لجذب ضوء الشمس بالصفوف الصغيرة التي تعرف باسم " غرفة صندوق الحذاء" " 
أجرى العلماء دراسات عديدة على تلاميذ المدارس الابتدائية لقياس أداء الطلاب في الفصول الدراسية مضاءة بنور الشمس ومقارنتها بفصول أخرى بالضوء الصناعي
كما أجريت دراسات أخرى على الفصول التي تحوي مناور في السقف بدلاً من النوافذ وقد أبدوا في ذلك اهتماماً لعدة أسباب أبرزها أن النوافذ قد تطل على مناظر تشغل الطلاب أثناء الدرس كما قد تجلب هواء ملوثاً، بينما لا وجود لهذه المشاكل في المناور
و أسفرت هذه الدراسة عن أن استخدام المناور نتج عنه تحسن في مستوى القراءة بنسبة 8.8 نقطة وبنسبة 12.3 في الرياضيات فقط.
و هذا يشير إلى زيادة 19% في معدل سرعة القراءة، وبنسبة 20% في تعلم الرياضيات.

## الأصوات
كثيراً ما نغفل عن دور الأصوات في غرفة الصف، بينما تعد عاملاً مهماً في نجاح الطفل
إن استخدام مواد تسبب صدى الصوت، مثل بلاطالأرضيات والأسطح الصلبة يزيد من مستوى الضوضاء في الصف مما يضر بالعملية التعليمية
أجريت دراسة واحدة على أطفال يعانون من فرط النشاطو مجموعة أخرى من أطفال طبيعيين ووجدت أن الضوضاء البيضاء لا تؤثر على أي من المجموعتين، إلا أن المؤثرات الصوتية كالمحادثات والموسيقى تؤثر سلباُ عليهما
و سجل الأطفال الذين يعانون من اضطراب نقص الانتباه رقماً أعلى في الاختبارات التي تتضمن الضوضاء البيضاء في الصف فضلاً عن تلك الاختبارات التي تتضمن صوت الموسيقى
بينما حقق الأطفال الطبيعيون وأصحاب فرط الحركة نفس الرقم في اختبار الضوضاء البيضاء ومثله في اختبار بلا أصوات.
و من خلال الاستفادة من الأسطح الناعمة في الأرضيات، ستقلل من قوة الأصوات في غرفة الصف، وبالتالي تتحسن نتائج الطلاب في التعلم
وعلى الرغم من أن السجاد هو خيار بديهي لامتصاص الصوت، إلا أنه قد لايكون مناسباً لمناطق الازدحام الشديد مثل الممرات. في مثل هذه الحالات، فإن مواد امتصاص الصوت، مثل الفلين، يمكن استخدامها.
و قد يكون من الحكمة استخدام تلك المواد في السقف أيضاً في تلك المناطق التي لا يمكن ن تفرش بالسجاد لأغراض عملية.

## اختيار الألوان
تشير نظرية اللون إلى الآثار النفسية التي يسببها اللون على الجسم البشري، فاللون الأحمر مثلاً يزيد من العدوانية والشهية، والأصفر يحفز إفراز الأدرينالين، وكلاهما لا يتنإسبان مع البيئة المدرسية.
أما اللون الأزرق فيساعد على تهدئة الدماغ، وهو خيار قد يبدو إيجابياً لغرف الصف، ومع ذلك فالأزرق يرتبط بالحزن والبرد ويطيل الشعور بالوقت، وهو أمر غير محبذ للطلاب. ومن المستحسن في الغالب الألوان الدافئة للطلاب، فهي تجعلهم أكثر يقظة وتزيد من نشاط الدماغ، مما يساعد في زيادة مستوى الأداء في الاختبار.
تؤثر الألوان الباردة بشكل معاكس عن نظيرتها الدافئة. لذلك، فإن مزج الألوان الدافئة بالباردة، والمشرقة بالقاتمة قد ينتج عن بيئة مُرضية من شأنها أن تقلل من نسبة الغياب في المدارس وتحافظ على تركيز الطالب أثناء الشرح.

## ترتيب الأثاث
جرت العادة أن التنظيم التقليدي لغرفة الصف يتم هكذا: صفوف مستقيمة من طاولات الطلاب تواجه مقدمة الفصل ما يجعل التركيز كله منصباً على الأستاذ ويلغي بذلك العمل الجماعي أو المناقشة
وجدت أحد الدراسات أن الطلاب الذين يصطفون بشكل دائري أكثر قابلية للاستماع والمشاركة بنشاط في المناقشات، وأقل قابلية للانسحاب من المجموعة
بينما يستجيب الطلاب في الفصول ذات الترتيب التقليدي بصورة أضعف في المناقشات، ولكنها في المقابل أقل ضرراً.
فالتنظيم التقليدي يسهل عملية الغش في الامتحانات بعكس التنظيم الدائري
إن التنظيم الدائري يجعل الطالب أكثر اعتماداً وثقة فهو يرى كل شيء حوله ما عدا ورقة جاره، بعكس التنظيم التقليدي ذا الصفوف المتجاورة.
ثمة بديل آخر للجلوس في الصف يكون باستخدام الطاولات الكبيرة بدلاً من المكاتب الصغيرة.فالطاولات العادية توفر مساحة ضيقة للكتابة وغير مريحة للطالب
تتكون مكاتب الطلاب عادة من مساحة صغيرة لا تكفي إلا لكتاب واحد ما يعيق الطالب الذي يحتاج إلى النظر إلى عدة مصادر أثناء الدرس، كما تشكل عائقاً أكبر لو لم تتوفر مساحة كافية لدفتر الملاحظات
إن الطاولات الكبيرة تتيح للطلاب نشر كتبهم وأدواتهم والجلوس براحة. أما بالنسبة لجلسات المناقشات، نجد أن الطاولات تستوعب طالبين إلى أربعة طلاب في الطاولة الواحدة.
ومع ذلك، يمكن أن تكون الطاولات حلاً غير مناسب في الصف عندما يطلب المعلم من الطلاب الاصطفاف في دائرة لنشاط أو مناقشة.

## التكنولوجيا
تعد التكنولوجيا جزءاً مهماً في تنظيم غرفة الصف. تحوي المدارس عادة مختبر كمبيوتر يخدم المدرسة بالكامل في أوقات معينة من الأسبوع
ويساعد استخدام الكمبيوتر في غرفة الصف نفسهأعلى الإقبال على العلم ويعزز من أهمية المادة نفسها
قد لا يلاحظ الأطفال مدى أقدمية المادة التي يدرسونها إذا ما تزامنت مع أدوات تكنولوجية وتقنيات حديثة، بل قد يزيد اهتمام الطفل بها
و تشير أحد الدراسات إلى أن دمج التكنولوجيا مع التعلم يحسن من مستوى الطلاب بصورة أفضل من الذين لا يستخدمون التكنولوجيا.
.

## وصلات خارجية
ترجمة ونقل من. انظر تاريخ الصفحة للمؤلفين - GFDL